# Berkelland
Berkelland (anhörenⓘ) ist eine Gemeinde in der Provinz Gelderland in den Niederlanden, die zum 1. Januar 2005 durch Zusammenfassung der Gemeinden Borculo, Eibergen, Neede und Ruurlo gebildet wurde. Sie hat 43.922 Einwohner (Stand 1. Januar 2025) auf einer Fläche von 260,21 km².

## Orte
Zur Gemeinde gehören das Städtchen Borculo, wo sich die Gemeindeverwaltung befindet, und die Dörfer:
- Ruurlo
- Neede
- Eibergen
- Geesteren
- Gelselaar
- Haarlo
- Rekken
- Beltrum
- Rietmolen

## Lage und Wirtschaft
Berkelland liegt im Achterhoek im Osten der Provinz Gelderland. Es grenzt u. a. an Vreden (Nordrhein-Westfalen) in Deutschland, und an die Gemeinden Haaksbergen und Lochem.
Die heute nur noch für Kanus und andere kleine Boote befahrbare Berkel fließt durch Eibergen und das Zentrum der Stadt Borculo.
Die N18, eine Fernstraße von Doetinchem nach Enschede, führte lange durch Eibergen. Seit 2018 verläuft die Trasse um Eibergen herum. Als Teil der „Twenteroute“ hat die N18 seither Schnellstraßencharakter. Ruurlo hat einen Haltepunkt an der Lokaleisenbahn Zutphen – Winterswijk. Die anderen Orte sind von Enschede, Deventer, Winterswijk oder Zutphen aus per Bus erreichbar.
Die Bevölkerung lebt weitgehend vom Tourismus, der Landwirtschaft und der Industrie. Es gibt in Borculo etwas Fleischwarenindustrie und einiges Kleingewerbe. In Rekken, an der deutschen Grenze östlich von Eibergen, bestanden bis 2014 die "Rekkense Inrichtingen", eine Gruppe von Anstalten des Justizministeriums für jugendliche oder psychiatrisch kranke Straftäter. Eine Wiedereröffnung ist seit 2020 im Gespräch. Die zu Eibergen zählenden Dörfer werden zunehmend auch von Pendlern bewohnt, die in entfernter gelegenen Städten arbeiten.
In Eibergen ist auch das deutsch-niederländische Fernmeldebataillon Communications and Information Systems (CIS) des 1. Deutsch-Niederländisches Korps stationiert. Außerdem befindet sich dort eine Außenstelle der Bundeswehrverwaltungsstelle Niederlande. Aus diesem Grund leben in der Umgebung von Eibergen auch viele deutsche Soldatenfamilien.

## Geschichte
Die Geschichte von Borculo reicht zurück bis in das 12. Jahrhundert, als die Herren von Borculo das Gebiet unter ihrer Herrschaft hatten. Im Jahr 1375 wurde Borculo das Stadtrecht verliehen. Der Bischof von Münster, Christoph Bernhard von Galen, eroberte Stadt und Herrschaft Borculo 1665 und 1672. Im Jahr 1777 kaufte Prinz Wilhelm V. die Herrschaft Borculo. Seitdem ist der regierender Fürst aus dem Hause von Oranien "Herr zu Borculo". Das Schloss der Herren von Borculo wurde um 1760 völlig abgerissen und ersetzt durch ein kleines Schlösschen, das nur 110 Jahre existiert hat. Im Jahr 1925 richtete ein Zyklon schwere Verwüstungen in der Stadt an. Ein Museum erinnert an diese Episode der Stadtgeschichte.
Eibergen wurde 1188 erstmals urkundlich erwähnt. Es war bis 1795 eine kleine Stadt, mit eigenen Gilden, aber ohne Stadtgericht. Sehenswert ist die gut erhaltene mittelalterliche reformierte Kirche im Zentrum des Ortes und die Wassermühle in der Bauerschaft Mallem. Zur interessanten geologischen Geschichte und Heimatgeschichte gibt es das Museum De Scheper.
Bei Neede wurden vorgeschichtliche Siedlungsspuren der Trichterbecherkultur ausgegraben. Wie Eibergen und Geesteren wurde Neede erstmals im Jahre 1188 urkundlich erwähnt. Der Hof zu Neede war ein wichtiger Hof des Münsterischen Stifts Überwasser. Von der mittelalterlichen Cäcilienkirche (heute ref.) restiert nur der Turm. In der Nähe des Dorfes findet man das schön restaurierte adlige Haus Kamp.

## Sehenswürdigkeiten
Sehenswürdigkeiten sind die Natur und die Landschaft, die viele Naturfreunde anziehen. Verstreut über die Gemeinde gibt es viele kleine Naturgebiete, vor allem kleine Wälder. Gerade über die deutsche Grenze liegt das Zwillbrocker Venn, wo sogar Flamingos leben. Auch das Schloss Ruurlo und adliche Haus De Kamp in Neede, mit ihren Parks, sind sehenswert. Vor allem Eibergen, Geesteren und Ruurlo haben mehrere alte Dorfkirchen. Auch die alten Wassermühlen, u. a. Mallem bei Eibergen, und Borculo, sind geeignet zum Besuch.
Die (noch nicht fusionierten) Verkehrsvereine der Orte Eibergen, Neede, Ruurlo und Borculo, geben Informationsblätter zu Fahrradtouren und Wanderungen heraus.
Das Museum von Borculo erinnert nicht nur an die Sturmkatastrophe von 1925, sondern hat auch eine sehr bemerkenswerte Sammlung alter Feuerwehrfahrzeuge und -utensilien.
Seit 2017 dient das Schloss von Ruurlo als Museum, und zwar als „Zweigstelle“ des Museum MORE in Gorssel, Gemeinde Lochem. Es zeigt Gemälde von Carel Willink.

## Bilder

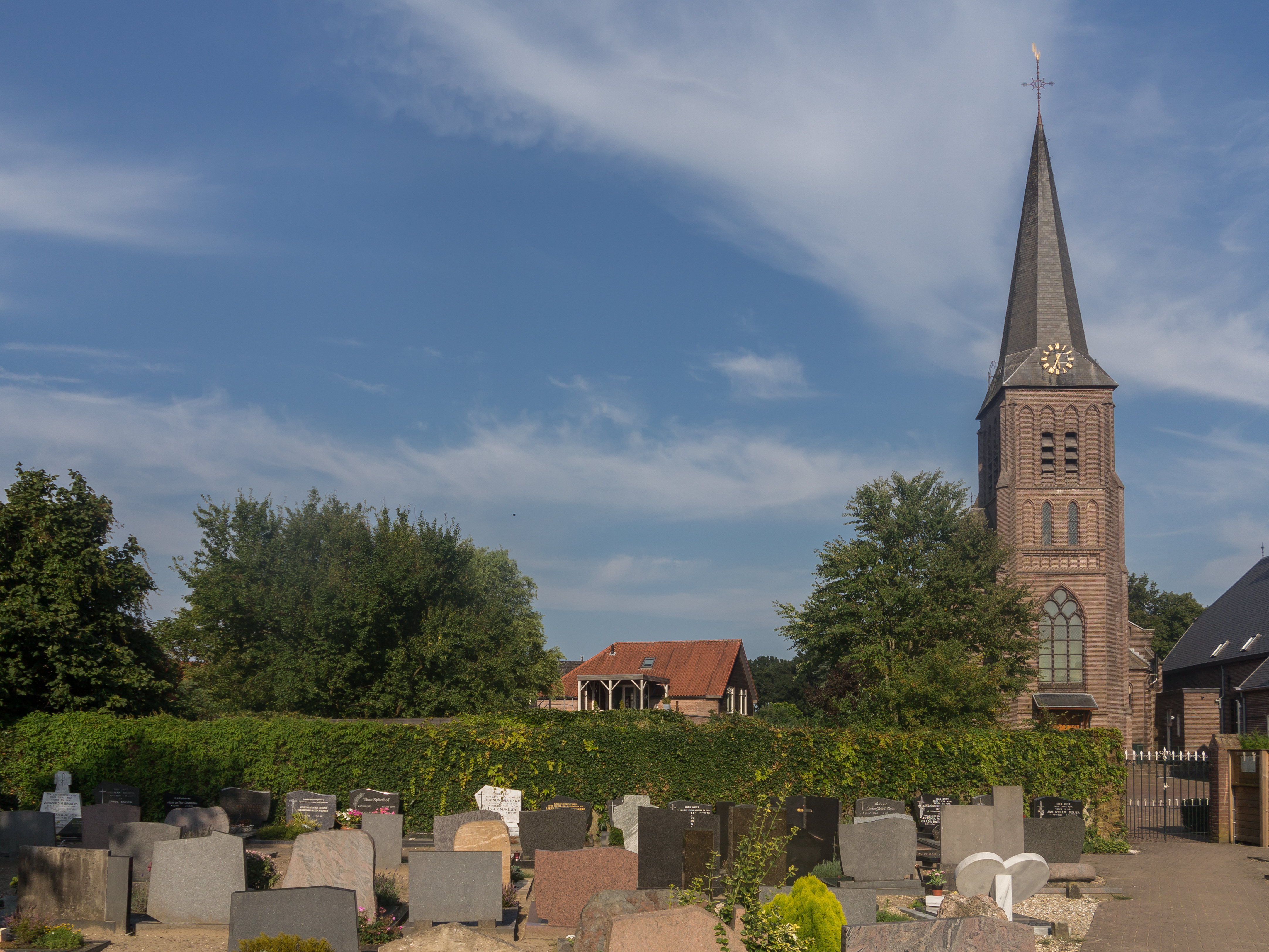
Borculo, Kirche: de Onze Lieve Vrouw Tenhemelopnemingkerk
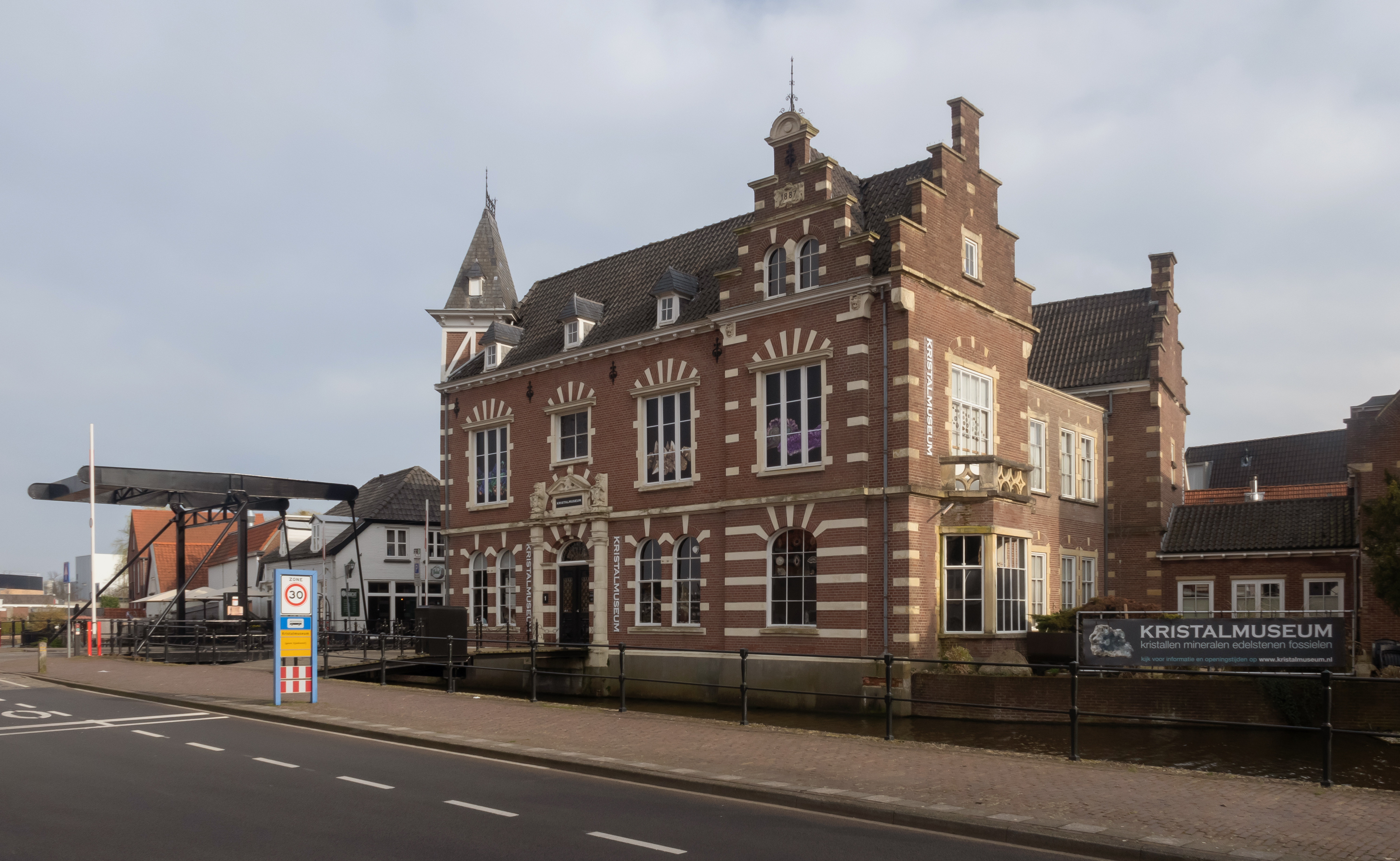
Borculo, Museum: het Kristalmuseum
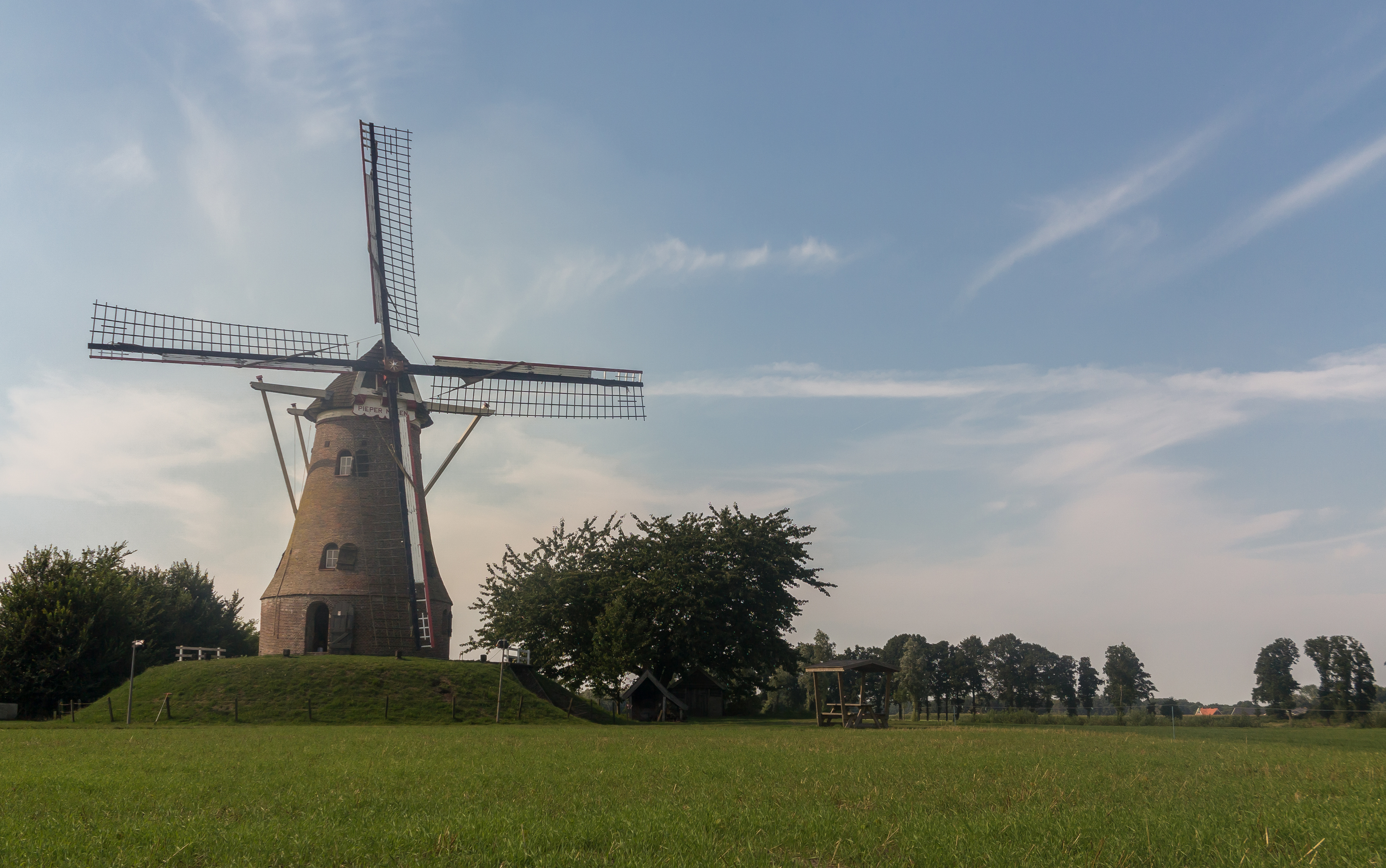
Rekken, Mühle: de Piepermole
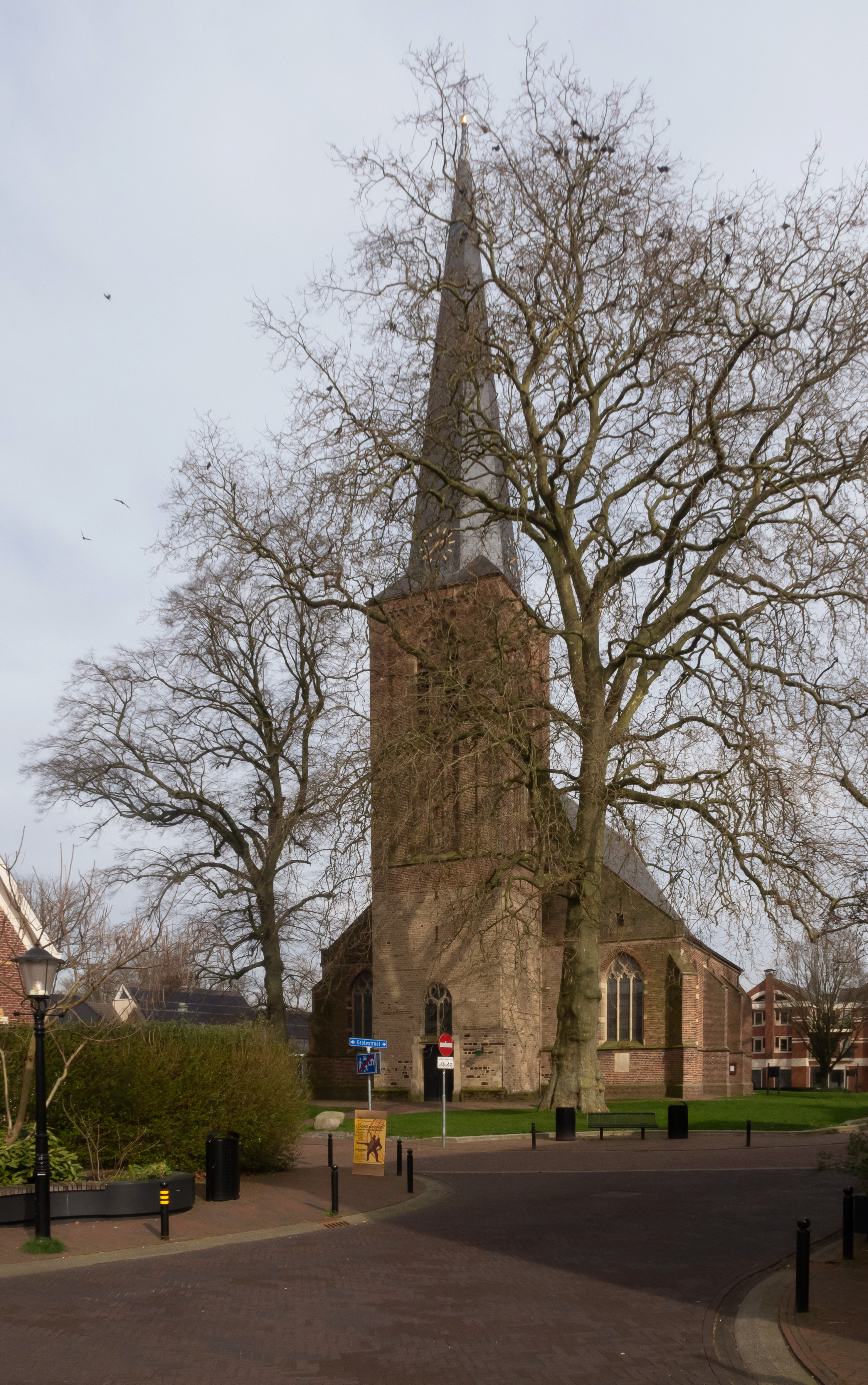
Eibergen, Kirche: de Oude Mattheüskerk
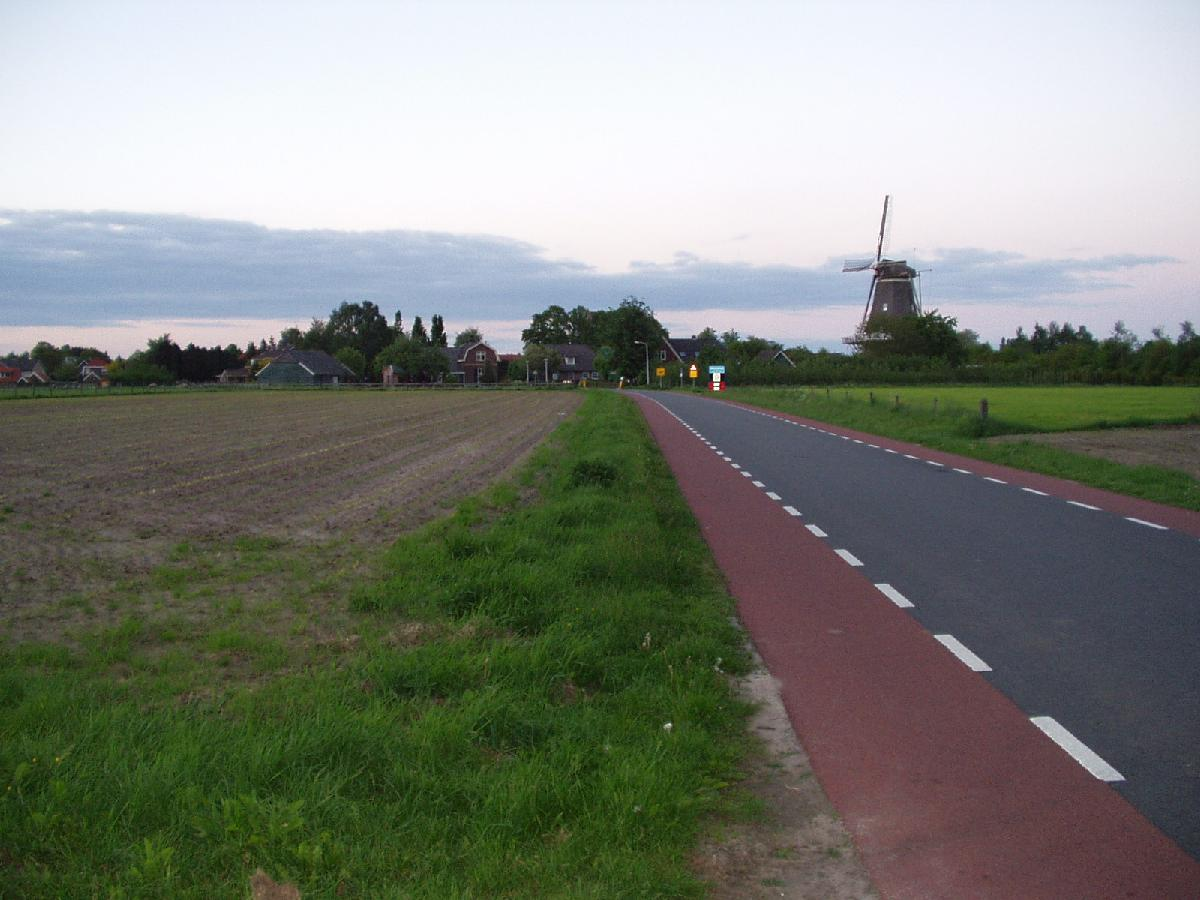
Blick auf Geesteren mit der Windmühle
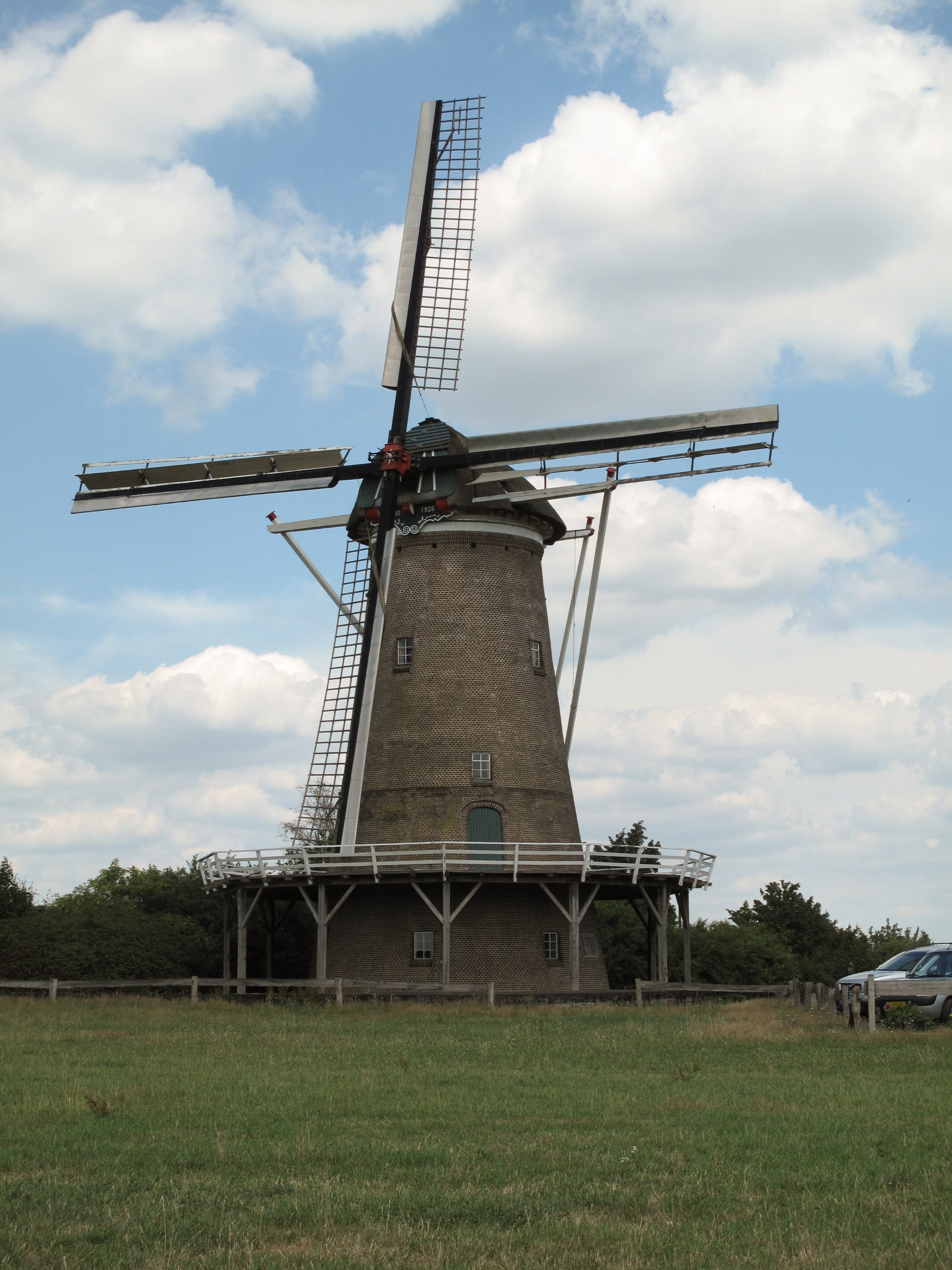
Lochuizen, Mühle: de Olde Mölle
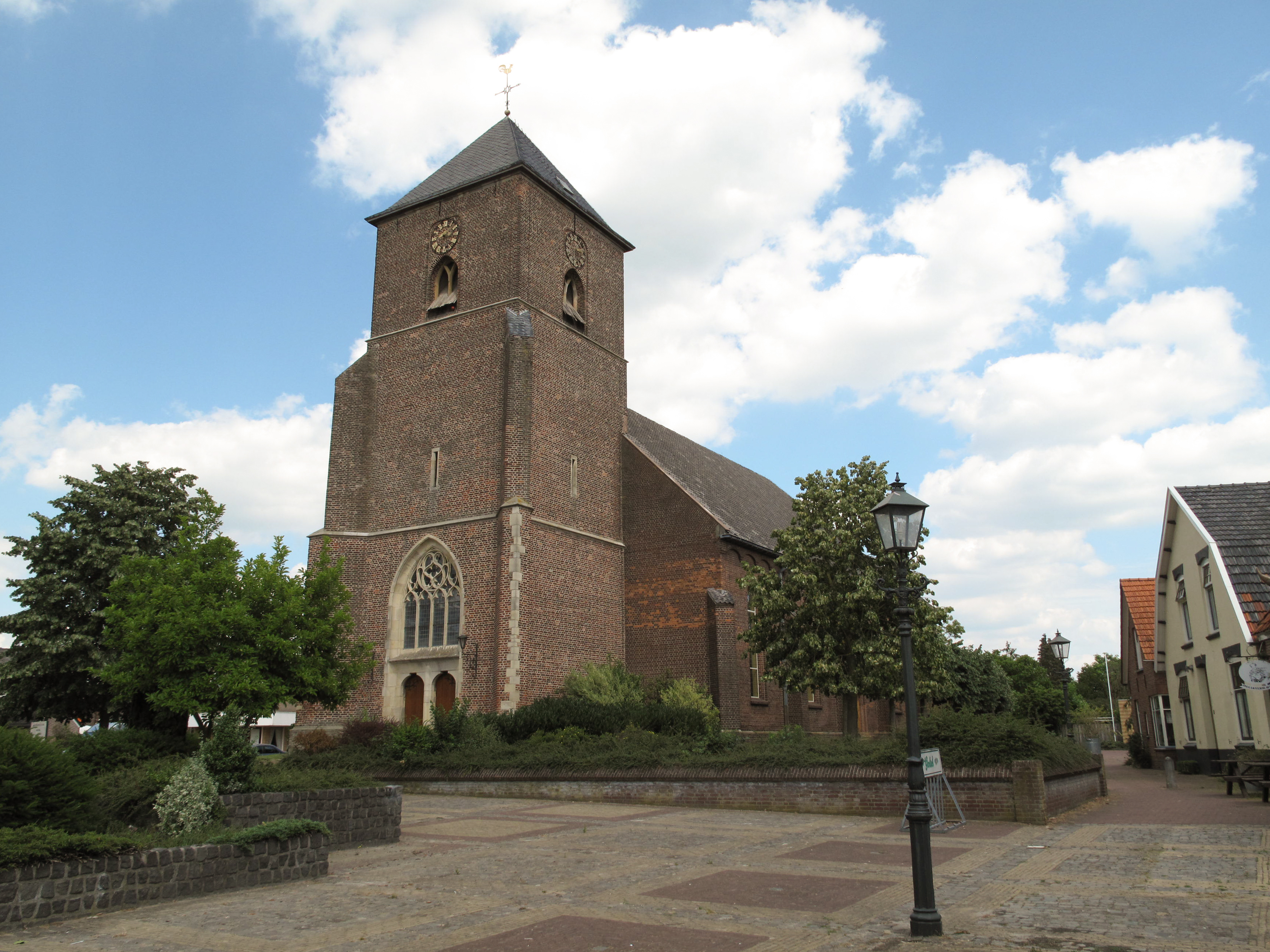
Neede, Kirche
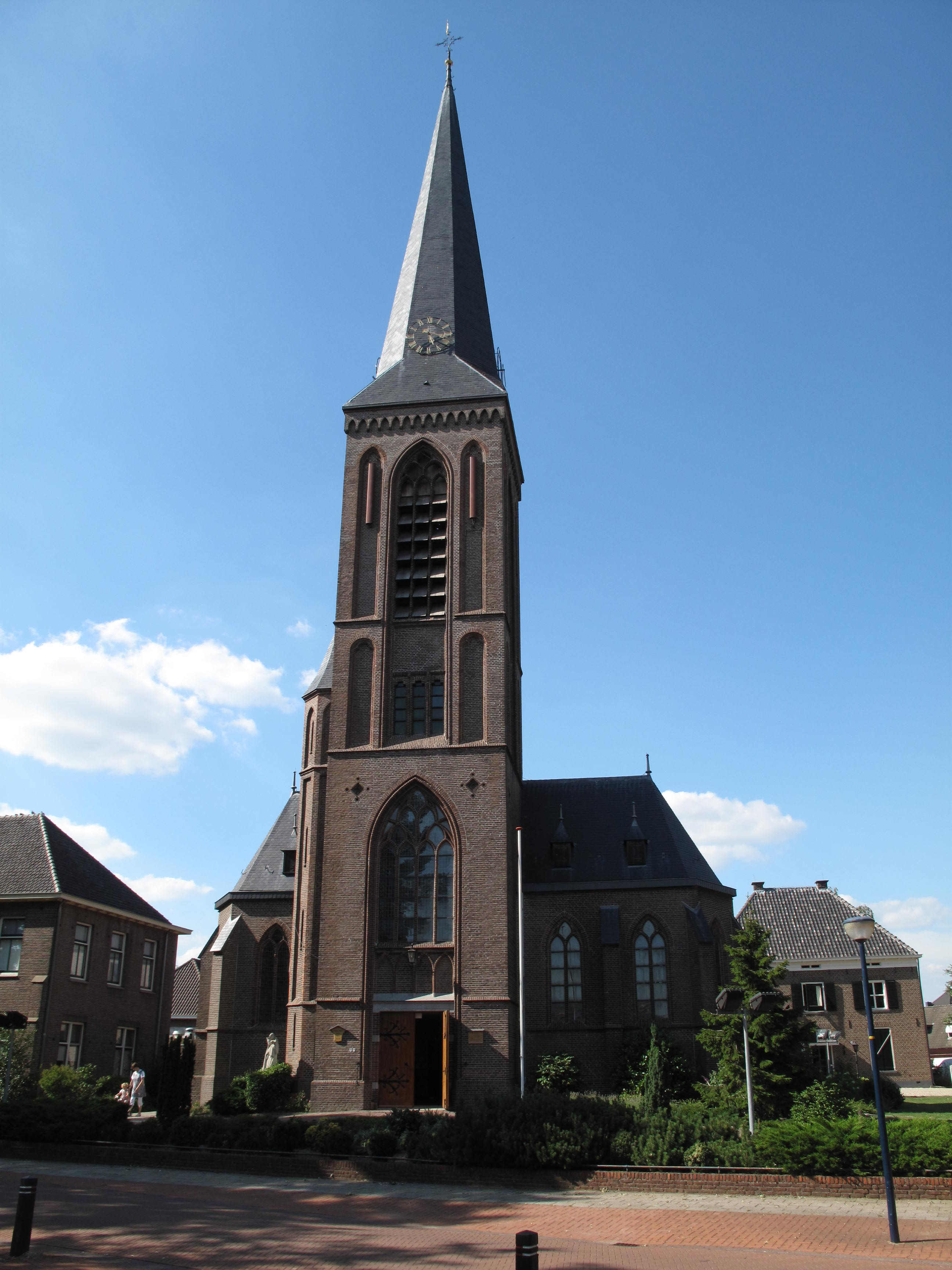
Beltrum, Kirche: Onze Lieve Vrouw ten Hemelopneming
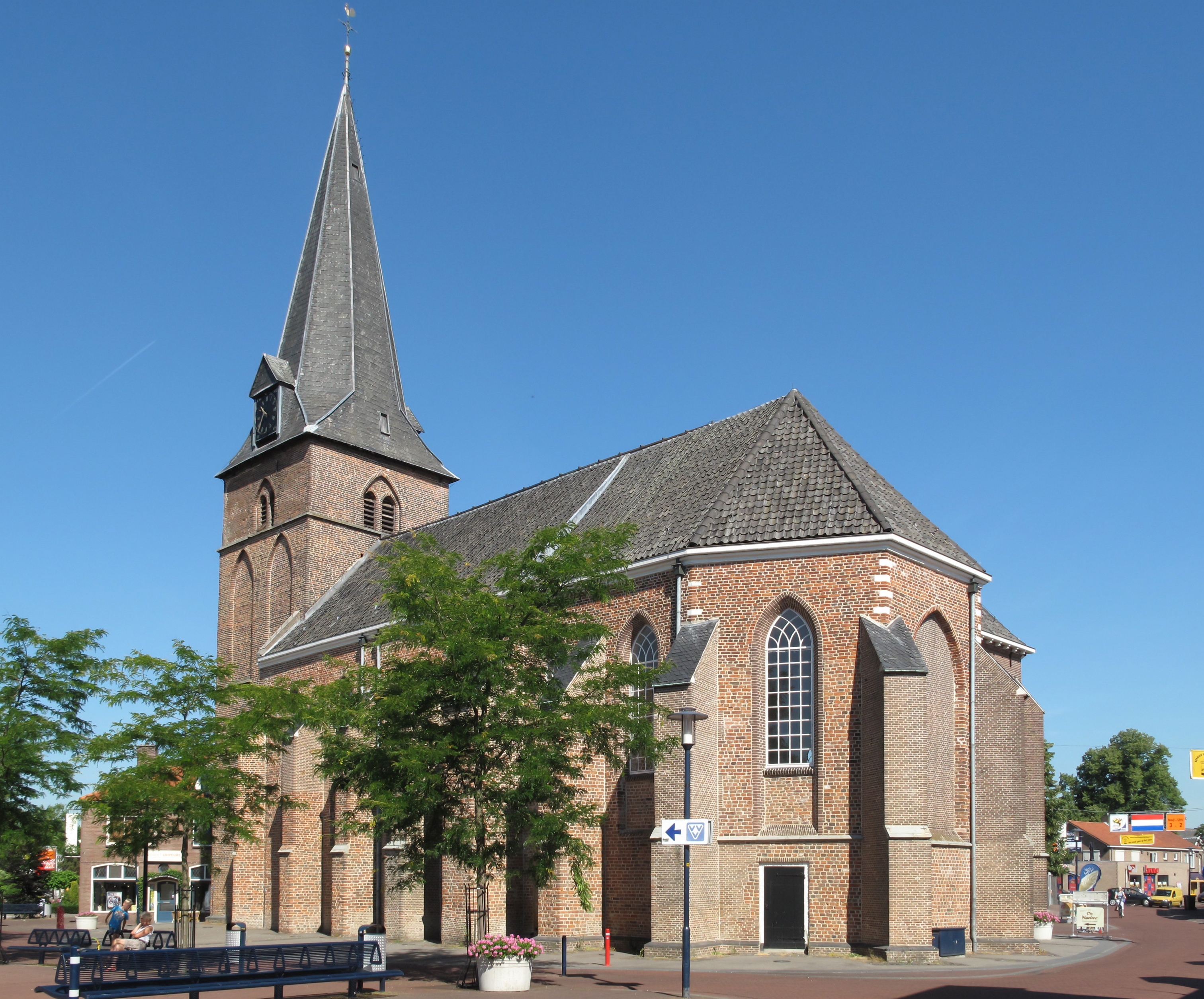
Ruurlo, Kirche
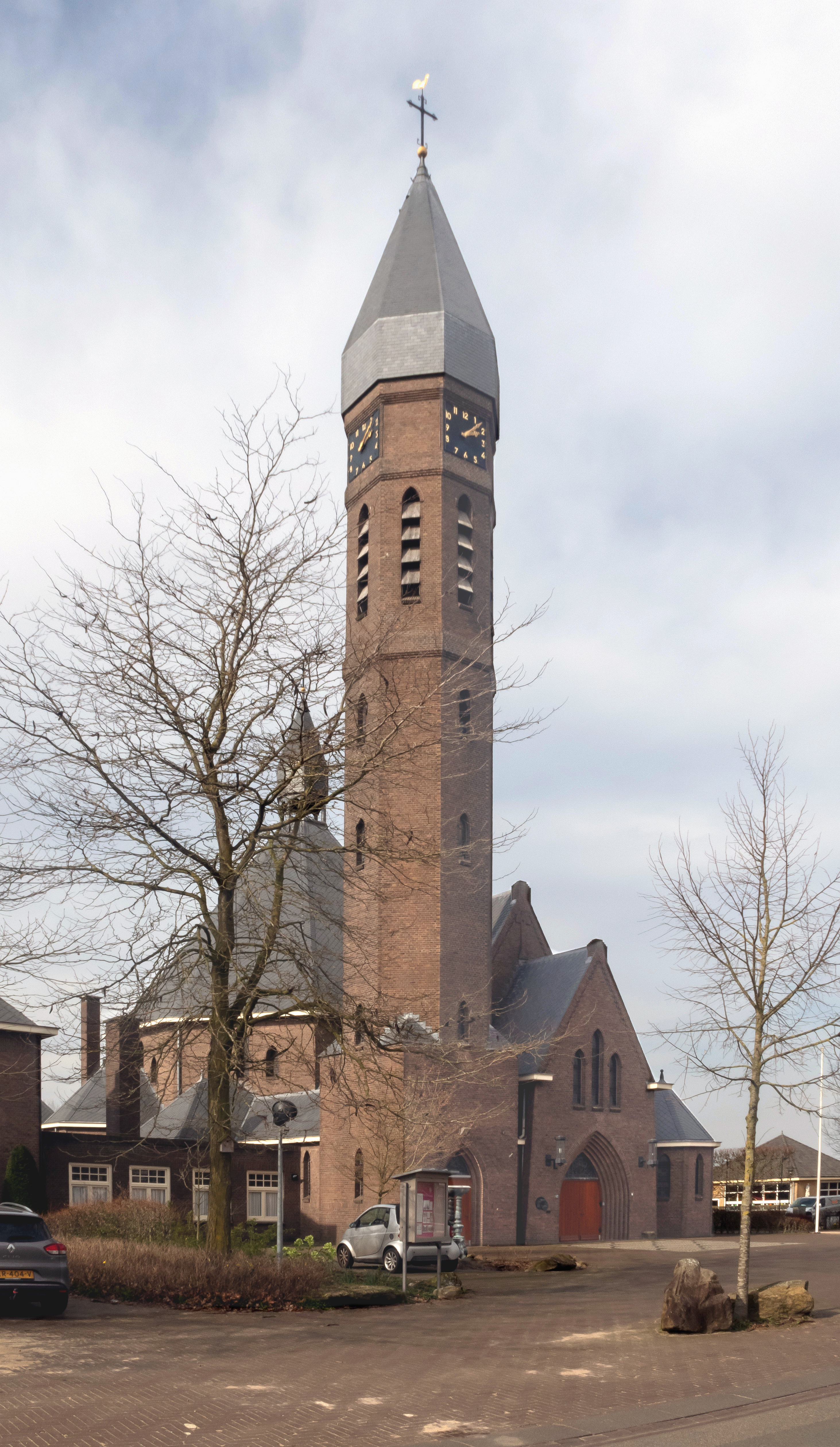
Rietmolen, Kirche: Sint-Caeciliakerk

## Politik

### Sitzverteilung im Gemeinderat
Der Gemeinderat wird seit der Gemeindegründung folgendermaßen gebildet:
| CDA                         | 9  | 6  | 7  | 8  | 6  |
| Ondernemend Berkelland a    | –  | 2  | 2  | 2  | 5  |
| D66                         | 2  | 6  | 5  | 4  | 5  |
| VVD                         | 6  | 6  | 3  | 4  | 3  |
| PvdA                        | 8  | 4  | 3  | 2  | 3  |
| Gemeentebelangen Berkelland | 3  | 3  | 5  | 5  | 2  |
| GroenLinks                  | 1  | 2  | 2  | 2  | 2  |
| Berkellandse Burgerpartij   | –  | –  | –  | –  | 1  |
| Lijst 8                     | –  | –  | 0  | –  | –  |
| LPF                         | 0  | –  | –  | –  | –  |
| Gesamt                      | 29 | 29 | 27 | 27 | 27 |

Anmerkungen

### Bürgermeister
Seit dem 4. Juli 2014 ist Joost van Oostrum (VVD) amtierender Bürgermeister der Gemeinde. Zu seinem Kollegium zählen die Beigeordneten Patricia Hoytink-Roubos (CDA), Anjo Bosman (Gemeentebelangen), Gerjan Teselink (VVD), Marijke van Haaren-Koopman (CDA) sowie der Gemeindesekretär Martin Broers.

## Söhne und Töchter der Gemeinde
- Arne Hassink (* 1984 in Neede), niederländischer Radrennfahrer